# Hautefontaine
Hautefontaine is een gemeente in het Franse departement Oise (regio Hauts-de-France) en telt 254 inwoners (1999). De plaats maakt deel uit van het arrondissement Compiègne.

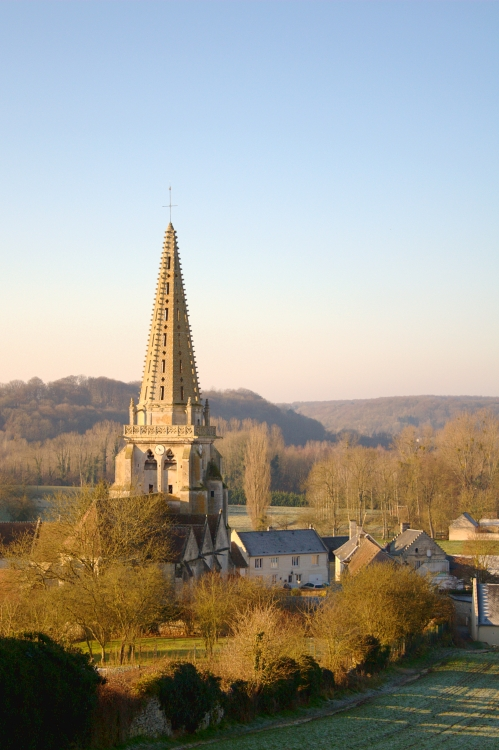
Kerk van Hautefontaine

## Geografie
De oppervlakte van Hautefontaine bedraagt 5,6 km², de bevolkingsdichtheid is 45,4 inwoners per km².
De onderstaande kaart toont de ligging van Hautefontaine met de belangrijkste infrastructuur en aangrenzende gemeenten.

## Demografie
Onderstaande figuur toont het verloop van het inwonertal (bron: INSEE-tellingen).